# Hartnett Motor Company

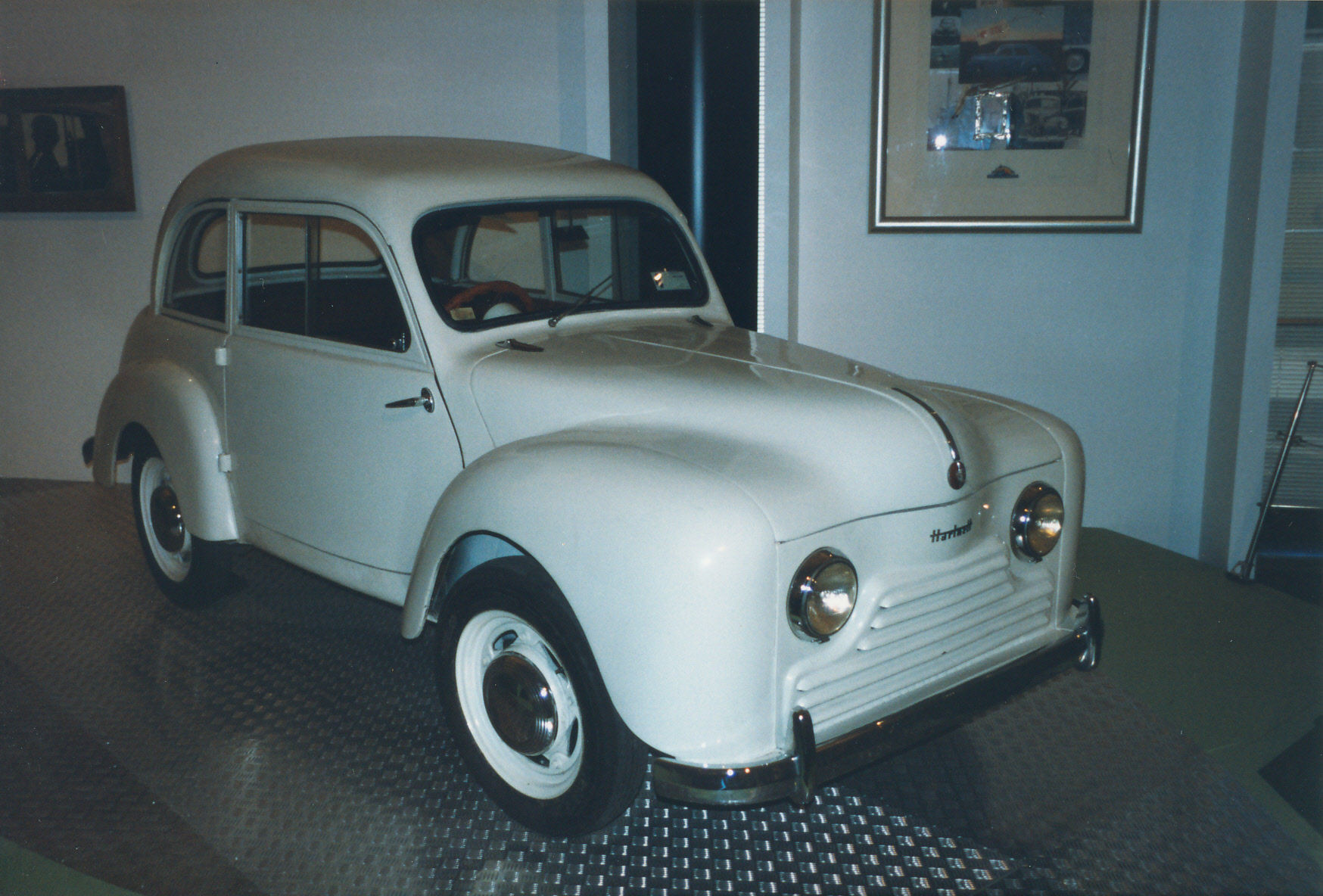
Hartnett

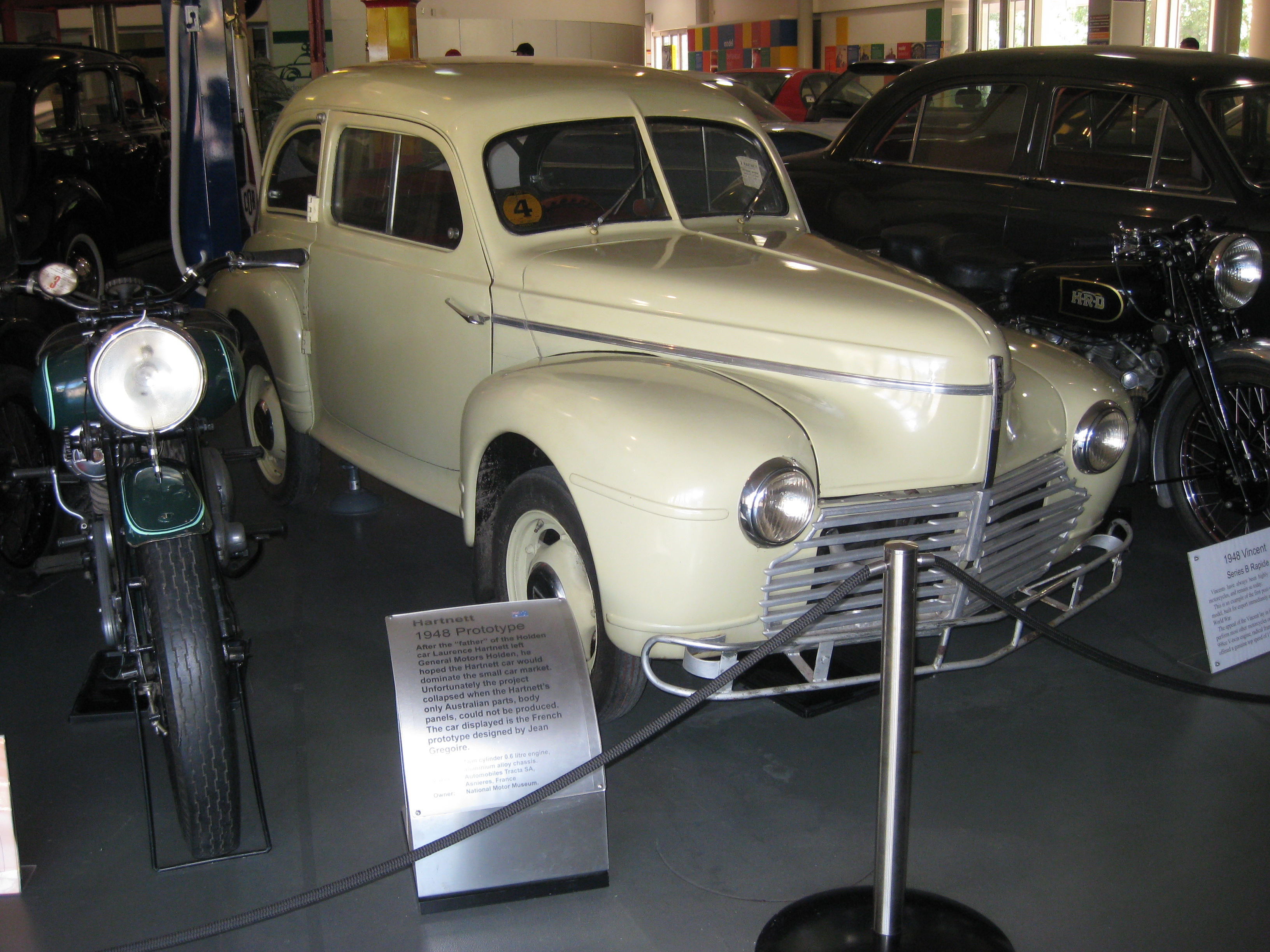
Hartnett, angeblich von 1948

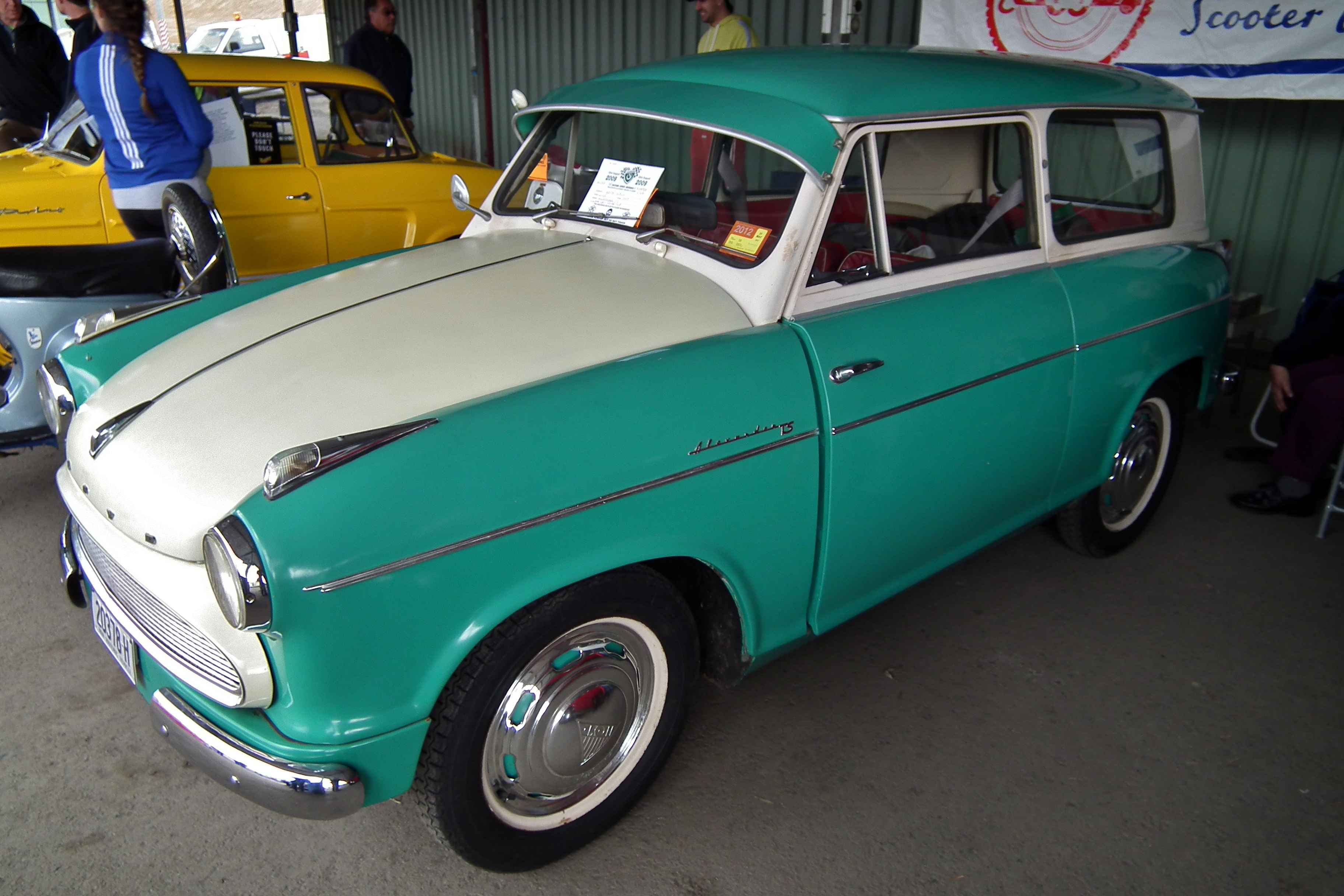
Lloyd-Hartnett

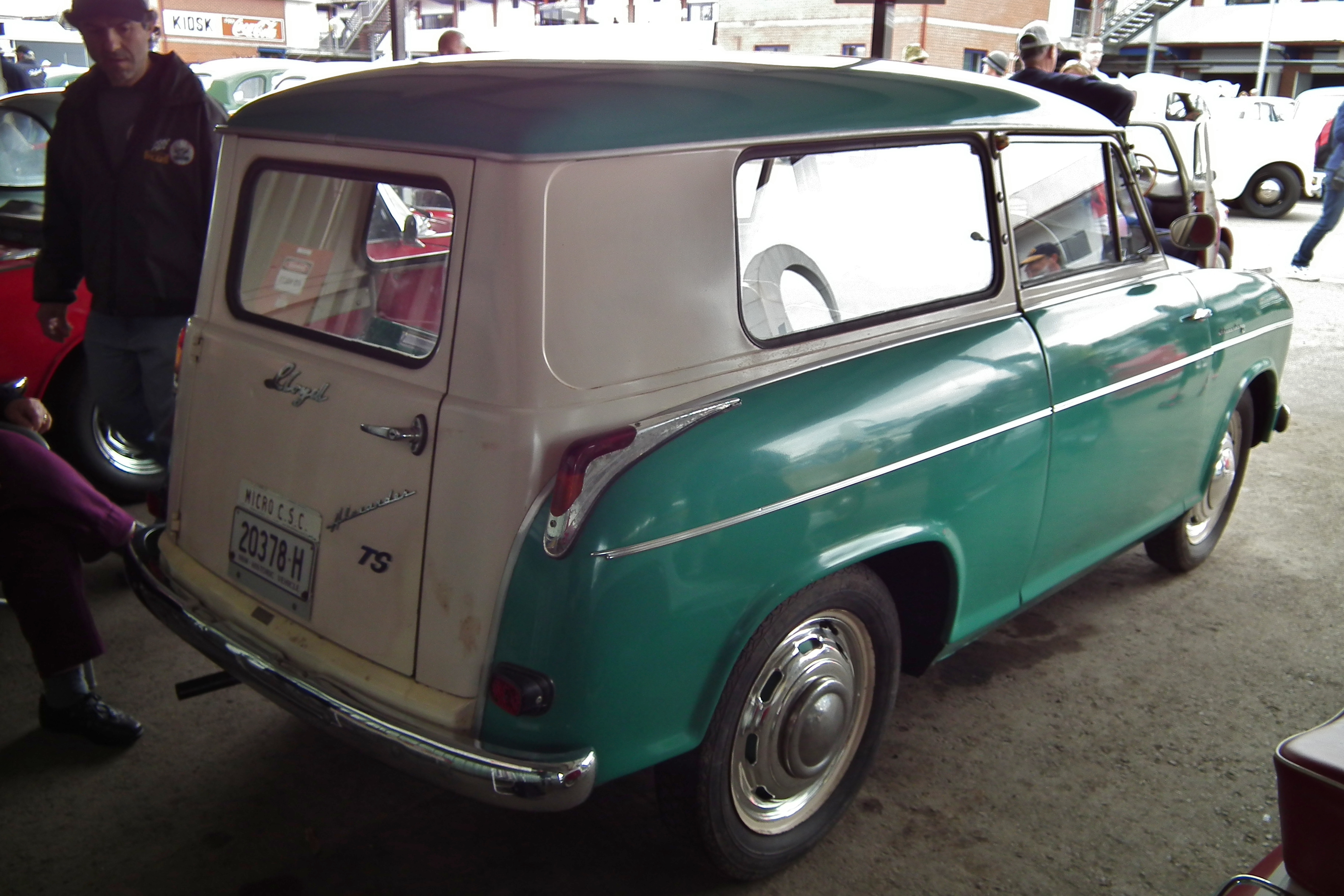
Heckansicht

Hartnett Motor Company Ltd war ein australischer Hersteller von Automobilen.

## Unternehmensgeschichte
Lawrence Hartnett, der zuvor für Holden tätig war, gründete 1949 oder 1951 das Unternehmen in Melbourne.  Im gleichen Jahr begann die Produktion von Automobilen. Der Markenname lautete Hartnett, auch Hartnett-Grégoire genannt. Geplant war, jährlich 10.000 Fahrzeuge herzustellen. 1955 endete die Produktion zunächst. Zwischen 1957 und 1962 entstanden erneut Fahrzeuge, die nun als Lloyd-Hartnett vermarktet wurden.
Anfang der 1960er Jahre wurde Lawrence Hartnett auf die Marke Nissan aufmerksam, übernahm ihren Vertrieb in Australien und begann 1966 mit der Montage des Bluebird für den australischen Markt durch die in Sydney ansässige Pressed Metal Corporation.

## Fahrzeuge

### Markenname Hartnett
Hartnett hatte über Kendall die Lizenzrechte an einem Kleinwagen von Jean-Albert Grégoire übernommen. Ein luftgekühlter Zweizylindermotor mit 600 cm³ Hubraum trieb die Vorderräder an. Die am häufigsten gefertigte Karosserievariante war der Vanette, ein Kombi, dessen Aufbau teilweise aus Holz bestand. Daneben gab es Roadster, Limousine und Tourenwagen. Insgesamt entstanden 120 Fahrzeuge.
Hartnett hatte auch die Lizenz für den Grégoire R, nutzte sie aber nicht.

### Markenname Lloyd-Hartnett
Ab Dezember 1957 stellte Hartnett den Lloyd-Hartnett her. Teile bezog er von Lloyd. Zumindest der Lloyd 600 ist überliefert. Sein Zweizylindermotor mit 600 cm³ Hubraum trieb die Vorderräder an. Bis 1962 entstanden etwa 3000 Fahrzeuge.